# Venere sulla conchiglia
Venere sulla conchiglia (Venus on the Half-Shell) è un romanzo di fantascienza umoristica dello scrittore statunitense Philip José Farmer, pubblicato per la prima volta con lo pseudonimo Kilgore Trout nel 1975.
In Italia è stato pubblicato anche con il titolo Lo spaziale errante.

## Storia editoriale
Il romanzo nasce come un divertissement di Farmer e un tributo di stima allo scrittore Kurt Vonnegut; Farmer, ricollegandosi al titolo di un libro immaginario citato da Vonnegut nel suo romanzo Perle ai porci, ovvero Dio la benedica Mr. Rosewater (God Bless You Mr. Rosewater or Pearls Before Swine, 1965) lo realizza realmente, pubblicandolo in due puntate tra il dicembre 1974 e il gennaio 1975 sulla rivista The Magazine of Fantasy and Science Fiction intitolandolo esattamente come il libro fittizio immaginato da Vonnegut: Venus on the Half-Shell. Farmer, con l'autorizzazione di Vonnegut, firma l'opera con lo pseudonimo Kilgore Trout, alter ego letterario di Vonnegut, imitando lo stile di Vonnegut e corredando la pubblicazione con una falsa biografia e bibliografia di Kilgore Trout. Tale decisione, unitamente al clamore suscitato da articoli sul The New York Times e sul National Enquirer circa la vera paternità dell'opera, ha per anni ingenerato confusione nelle bibliografie, attribuendo erroneamente l'intero romanzo a Kurt Vonnegut invece che a Philip José Farmer. Conscio di tale confusione, Farmer decise di abbandonare lo pseudonimo ripubblicando il romanzo con il suo vero nome e spiegando l'origine dei fraintendimenti in ogni occasione pubblica.
In Italia il romanzo è stato pubblicato per la prima volta nel 1976 con il titolo Venere sulla conchiglia a firma di Kilgore Trout, ristampato successivamente in varie edizioni con il vero nome dell'autore tra cui, nel 1979, con il titolo Lo spaziale errante.

## Trama
La terra è stata devastata da un diluvio universale scatenato da alieni in un impeto di pulizia. L'astronauta Simon Wagstaff, a bordo dell'astronave cinese Grande Madre Prugna, fugge iniziando un complesso viaggio per salvarsi dagli alieni e per scoprire il senso della vita. Tra i pianeti visitati uno è popolato da felini posseduti, uno è abitato da dirigibili senzienti che si spostano grazie alle flatulenze; su un altro ancora gli abitanti sono degli pneumatici. Dopo altre sorprendenti esplorazioni, finalmente giunge sul più antico pianeta dell'intero universo dove scopre l'esistenza di un computer onnisciente. Qui Simon Wagstaff comprende che il libero arbitrio non esiste.

## Opere derivate
Un produttore mostrò interesse a realizzare una trasposizione del romanzo in un film animato, con le musiche dei Grateful Dead; tuttavia il progetto non andò in porto poiché Kurt Vonnegut avvisò che i suoi legali, suo malgrado, erano contrari all'iniziativa che avrebbe visto l'alter ego di Vonnegut, Kilgore Trout, citato quale autore.

## Edizioni
- (EN) Philip José Farmer (firmato con lo pseudonimo Kilgore Trout), Venus on the Half-Shell 1/2, in The Magazine of Fantasy and Science Fiction, n. 283, New York, Mercury Press, Inc., dicembre 1974.
- (EN) Philip José Farmer (firmato con lo pseudonimo Kilgore Trout), Venus on the Half-Shell 2/2, in The Magazine of Fantasy and Science Fiction, n. 284, New York, Mercury Press, Inc., gennaio 1975.
- (EN) Philip José Farmer (firmato con lo pseudonimo Kilgore Trout), Venus on the Half-Shell, New York, Dell Books, 1975.
- (SV) Philip José Farmer (firmato con lo pseudonimo Kilgore Trout), Stjärnsnäckan, traduzione di Gunnar Gällmo, Delta Science Fiction, n. 33, Stoccolma, Delta, 1975, ISBN 91-7228-080-8.
- Philip José Farmer (firmato con lo pseudonimo Kilgore Trout), Venere sulla conchiglia, traduzione di Angela Campana, Collana Urania, n. 693, Milano, Arnoldo Mondadori Editore, 28 marzo 1976.
- (FR) Philip José Farmer (firmato con lo pseudonimo Kilgore Trout), Le privé du cosmos, traduzione di Iawa Tate, Parigi, J. C. Lattès, 26 gennaio 1977.
- Philip José Farmer, Lo spaziale errante, in Carlo Fruttero e Franco Lucentini (a cura di), 10 chiavi per lo spazio, traduzione di Angela Campana, Omnibus, Milano, Arnoldo Mondadori Editore, aprile 1979.
- Philip José Farmer, Venere sulla conchiglia, traduzione di Angela Campana, Classici Urania, n. 87, Milano, Arnoldo Mondadori Editore, giugno 1984.
- (DE) Philip José Farmer (firmato con lo pseudonimo Kilgore Trout), Geburt der Venus, Knaur Science Fiction & Fantasy, Monaco di Baviera, Droemer Knaur, settembre 1984, ISBN 978-3-426-05784-1.
- (RO) Philip José Farmer, Venus ieșind din valuris, traduzione di Niculiță Damaschin, Nautilus, n. 107, Bucarest, Editura Nemira, 1997, ISBN 978-973-9301-13-8.
- Philip José Farmer, Venere sulla conchiglia, traduzione di Angela Campana, Urania Collezione, n. 015, Milano, Arnoldo Mondadori Editore, aprile 2004.
- (EN) Philip José Farmer, Venus on the Half-Shell, in Venus on the Half-Shell and Others, Burton, Subterranean Press, 2008, ISBN 978-1-59606-142-2.